# Anathema (Band)
Anathema (griechisch ανάθεμα - ‚das Gottgeweihte‘, ‚die Verfluchung‘, ‚der Kirchenbann [das Anathema]‘) war eine britische Band, die sich vom atmosphärischen Death Doom und Gothic Metal zu einer sehr eigenen Form des melancholischen Alternative Rock entwickelt hat.

## Geschichte

### Gründung und Anfang als Doom-Metal-Band
Gegründet wurde Anathema unter dem Namen Pagan Angel 1990 als Death-Doom-Band von Vincent und Danny Cavanagh zusammen mit dem Sänger Darren White, dem Bassisten Duncan Patterson und dem Schlagzeuger John Douglas in Liverpool. In dieser Zusammensetzung entstand das erste Demo An Iliad of Woes (1991). Besonders im Vorprogramm bekannter englischer Death-Metal-Bands wie Bolt Thrower und Paradise Lost erlangten sie lokale Bedeutung, die sich durch das zweite Demo All Faith Is Lost noch erhöhte. Die nachfolgende Single They Die erschien bei dem kleinen Label Witchhunt in der Schweiz. Die Plattenfirma Peaceville Records nahm Anathema nach Einreichung eines Demos beim Subunternehmen Deaf Records unter Vertrag.
1992 erschien Anathemas Lovelorn Rhapsody auf dem vierten Peaceville-Sampler, einen Monat später die EP Crestfallen. Danach spielte die Band als Vorgruppe bei der Death-Metal-Band Cannibal Corpse. 1993 veröffentlichten Anathema dann ihr erstes Album Serenades, das gute Kritiken erhielt. Auf ihm ist meist tiefes Death-Metal-ähnliches Shouting zu hören, mit Keyboard-Passagen und weiblichem Gesang weist es die später für den Gothic Metal als prägend bezeichneten Elemente auf. Das Video zu Sweet Tears wurde auch bei MTVs Headbangers Ball gespielt. Es schlossen sich Tourneeaktivitäten mit Cradle of Filth, Pyogenesis und My Dying Bride an.
Anfang 1995 folgte mit Pentecost III eine weitere EP der Band, im Mai 1994 aufgenommen, die aber mit einer Gesamtspielzeit von über 41 Minuten LP-Länge aufwies. Im gleichen Jahr stieg der Sänger Darren White aus und gründete The Blood Divine, Gitarrist Vinnie Cavanagh übernahm auch diesen Part. Ohne White wurde im selben Jahr das Album The Silent Enigma aufgenommen. Der Gesang ist auf diesem, wie auch auf der vorangegangenen EP, teilweise als höheres Shouting angelegt, teilweise auch monoton gesprochen. Die Musik ist aber immer noch am Doom Metal und mit einigen orchestralen Keyboard-Einsätzen und etwa dem weiblichen Gesang bei ...Alone am Gothic Metal orientiert.

### Wechsel der Musikrichtung zum Alternative Rock
Das 1996 erschienene Album Eternity geht einen deutlichen Schritt weiter. Zwar enthält es noch zum Teil Gothic-Metal-Elemente, aber nun erstmals klaren Gesang, die Keyboards dominieren nun die Musik. Eine Tournee mit Trouble und Massacra folgte. A Vision of a Dying Embrace, eine Sammlung von Videos sowie ein kompletter Konzertmitschnitt, erschien 1997 als Videokassette. Im selben Jahr verließ John Douglas die Gruppe, kehrte jedoch bereits ein Jahr später, jedoch erst nach den Aufnahmen zu Alternative 4, zu Anathema zurück. In der Zwischenzeit wurde er durch den früheren Solstice-Drummer Shaun Steels ersetzt.
Nach den Aufnahmen von Alternative 4 verließ auch der Bassist und Songschreiber Duncan Patterson die Band und widmete sich in den folgenden Jahren vorrangig seiner neu gegründeten Band Antimatter. Ersatz für das ausgestiegene Gründungsmitglied fanden Anathema in Dave Pybus. Nach dem Album Judgement wechselte Keyboarder Martin Powell, der gerade erst bei My Dying Bride ausgestiegen war und bei Anathema begonnen hatte, zu Cradle of Filth, von diesen stieß dafür Les Smith zu Anathema.
Auf dem folgenden Album A Fine Day to Exit entwickelte Anathema ihren Stil weiter. Die Songs wurden immer atmosphärischer und die Songstrukturen etwas weniger komplex. Akustische Gitarren und Keyboardeinsätze zeichnen die melodischeren Lieder aus, in die nur gelegentlich kraftvollere Passagen eingestreut werden. Die nun zugänglicheren Songs erinnern teilweise eher an Pink Floyd als an die Anfangstage der Band. Dave Pybus blieb bis nach den Aufnahmen zu A Fine Day to Exit und wechselte dann ebenfalls zu Cradle of Filth, bald darauf ging auch Gründer Danny Cavanagh und wechselte kurz zu Antimatter, kehrte jedoch wieder in die Band zurück. Produziert wurde dieses Album von Nick Griffith, der auch Pink Floyd und Mansun produziert hat.
Das siebte Studioalbum von Anathema, im Jahre 2003 beinahe komplett von Danny Cavanagh geschrieben, war A Natural Disaster. Die Bandbesetzung bestand nun und in der Folge nach den vielen Wechseln konstant aus den Gebrüdern Danny, Vincent und Jamie Cavanagh, dem ursprünglichen Drummer John Douglas und Les Smith. In der Folgezeit hatten Anathema keinen Plattenvertrag, arbeiteten aber dennoch an neuem Material. Drei neue Stücke standen zunächst auf der Homepage der Band zum Download bereit. Im Herbst 2007 trat die Band als Support einiger Konzerte von Porcupine Tree auf.

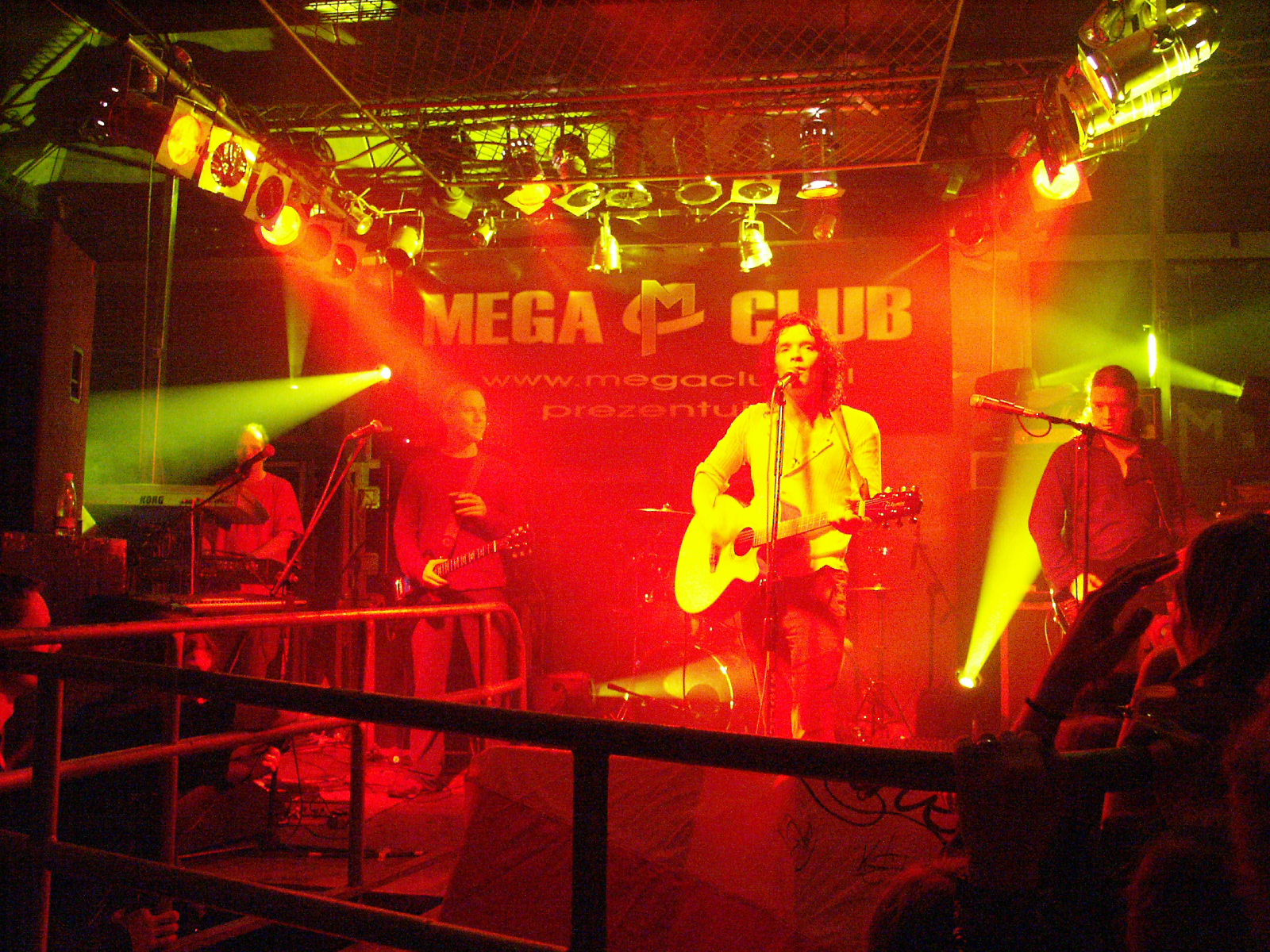
Anathema, 2004

Im August 2008 wurde das semi-akustische Album Hindsight durch das Label Kscope veröffentlicht. Das Album enthält eine Zusammenstellung älterer Songs in neuen Versionen sowie ein komplett neues Stück. Im Mai 2010 erschien das neue Studioalbum der Band, We’re Here Because We’re Here. Steven Wilson, der Sänger und Songwriter von Porcupine Tree, stand am Mischpult. Zu dieser Zeit wurde auch Lee Douglas, die Schwester von Schlagzeuger John Douglas, vollwertiges Mitglied der Band, nachdem sie auf den beiden vorangegangenen Alben bereits als Gastsängerin zu hören war.
Im September 2011 gab Anathema auf ihrer Website den Austritt von Keyboarder Les Smith aufgrund musikalischer Differenzen bekannt. Im April 2012 veröffentlichte die Band das Album Weather Systems, das den Weg der Band hin zu immer melodiöseren Songs mit ausgeprägt melancholischer Grundstimmung fortsetzt. Nach Erscheinen des Albums begann in Polen eine Tournee durch Europa, welche sich von April bis November 2012 erstreckte und die Band in der Folge auch nach Deutschland, Belgien, Niederlande, Italien, Schweiz, Frankreich, England, Schweden, Litauen und Österreich führte. Seit November 2012 ist Live-Keyboarder Daniel Cardoso vollwertiges Mitglied der Band. Von der „Weather Systems Tour“ erschien im September 2013 der Livemitschnitt des Konzertes von Plowdiw in Bulgarien.
Mit Distant Satellites veröffentlichten Anathema im Juni 2014 ihr zehntes Studioalbum. Im Zuge der Veröffentlichung gab es einige Umstrukturierungen in der Band. Daniel Cardoso wechselte ans Schlagzeug. Bei Liveauftritten wechseln sich Daniel Cardoso und John Douglas am Schlagzeug ab. In den Passagen, in denen Daniel Cardoso am Schlagzeug spielt, übernimmt John Douglas die Perkussionsinstrumente. Wenn John Douglas am Schlagzeug spielt, übernimmt Daniel Cardoso das Keyboard. Zeitweise übernimmt auch Danny Cavanagh das Keyboard. Im Juni 2017 folgte das Album The Optimist.
Im September 2020 verkündete die Band eine Pause auf unbestimmte Zeit. Aufgrund der Covid-19-Pandemie und der dadurch verursachten persönlichen Schwierigkeiten und Konzertabsagen sah sich die Band dazu gezwungen. Daniel Cavanagh verkündete 2021, mit dem Projekt „Weather Systems“ eine neue Band zu formieren und ein Album aufzunehmen, das Material aus der Zeit des gleichnamigen Anathema-Albums enthält. Vincent Cavanagh arbeitet unter dem Namen „The Radicant“ an einem neuen Projekt.

## Diskografie

### Demos
- An Iliad of Woes (1990)
- All Faith Is Lost (1991)

### Studioalben
- Serenades (1993)
- The Silent Enigma (1995)
- Eternity (1996)
- Alternative 4 (1998)
- Judgement (1999)
- A Fine Day to Exit (2001)
- A Natural Disaster (2003)
- We’re Here Because We’re Here (2010)
- Weather Systems (2012)
- Distant Satellites (2014)
- The Optimist (2017)

### Live-Album
- A Sort of Homecoming (2015)

### Kompilationen
- Resonance (2001)
- Resonance 2 (2002)
- Hindsight (2008)
- Falling Deeper (2011)
- Fine Days: 1999–2004 (2015)
- Internal Landscapes (2019)

### EPs
- The Crestfallen (1992)
- Pentecost III (1995)

### Singles
- They Die (1992)
- We Are the Bible (1994)
- Alternative Future (1998)
- Deep (1999)
- Make It Right (1999)
- Pressure (2001)
- Everything (2006, nur Download)
- A Simple Mistake (2006, nur Download)
- Everything (2007, nur Download)

### Videoalben
- Visions of a Dying Embrace (2002)
- Were You There? (2005)
- A Moment in Time (2006)
- Universal (2013)
- A Sort of Homecoming (2015)